# سیارک ۱۰۹۶۱
سیارک ۱۰۹۶۱ (به انگلیسی: 10961 Buysballot، نامگذاری:6809P-L) ده هزار و نهصد و شصت و یکمین سیارک کشف شده‌است که در ۲۴ سپتامبر ۱۹۶۰ کشف شد.